# Воскресший
«Воскресший» (также известен под названием «Воскрешение из мёртвых») (англ. The Resurrected) — американский фильм ужасов 1991 года режиссёра Дэна О’Бэннона. Экранизация романа 1927 года «Случай Чарльза Декстера Варда» Говарда Ф. Лавкрафта. Премьера фильма состоялась 15 апреля 1992 года. Съёмки фильма проводились в Ванкувере.

## Сюжет
Жена Чарльза Декстера Варда Клэр нанимает частного детектива Джона, чтобы узнать, что её муж, инженер-химик, вместе со своим помощником делает в старом, принадлежащем его семье долгое время, поместье. Из поместья периодически слышатся стоны, крики, иногда раздаётся плач. По неоднократному требованию Клэр рассказать, чем же занимается там её муж, он отвечал отказом и молчанием. В итоге многочисленных ссор супруги разъезжаются. В тот момент когда Клэр предпринимает ещё одну попытку договориться с мужем в доме появляется помощник Чарльза доктор Эш — человек очень странной внешности. После этих событий Клэр и обратилась к детективу Джону. Детектив отправляется на поиски дома и заезжает на бензоколонку, старик-управляющий которой недвусмысленно даёт понять что в доме давно происходят странные вещи. В доме Джона ожидает негативное отношение к его персоне, кроме того чувствуется явный запах разлагающихся трупов, Чарльз же не хочет иметь с Джоном никаких отношений, тем более что-то сообщать. По запросу в соответствующие источники Джон узнаёт, что Чарльз замешан в контрабанде трупов. К тому же на нескольких кладбищах, расположенных неподалёку, было вырыто несколько могил, а трупы из них были украдены. Кроме того все трупы имели непосредственное отношение к различным тёмным магическим обрядам, при жизни практиковали чёрную магию.
Клэр также рассказывает детективу, что в доме они с мужем нашли странные записи и рукописи, ужасные картины и т. д. Джона начинают мучить ночные кошмары, да и умирает странной смертью сосед Чарльза, который постоянно его доставал. Джон, приехав вместе с Клэр к Чарльзу, застают его в пренеприятном виде — он становится похожим на мертвеца, а доктор Эш к этому времени уже исчез. Далее в ходе расследования обнаруживается дневник, ведущийся с 1771 года, руководствуясь которым муж несчастной женщины и его помощник воскресили из мёртвых Джозефа Карвена, своего предка-двойника. И теперь для утоления голода восставшему необходимы живые кровь и плоть.
Состояние Чарльза в это время ухудшается и он попадает в психиатрическую лечебницу. А в это время Джон, его помощник и жена Чарльза Клэр отправляются в дом, обыскивают его и находят чемодан Варда, лабораторию и множество научных записей. Кроме того, они обнаруживают чудовищ, созданных Джозефом Карвеном. В ходе схватки с ними погибает помощник Джона. В чемодане Джон обнаруживает одежду, человеческие кости и искусственные бороду и усы. Джон приходит в больницу к мнимому Варду и узнаёт, что настоящий Вард прятал дома загримированного Карвена, представляя его близким как доктора Эша. Впоследствии, Карвен убил Варда и выдавал себя за него. Карвен нападает на Джона. Джон с помощью эликсира, взятого из поместья Варда, воскрешает скелет Варда, который начинает бороться с Карвеном. Происходит магический взрыв, Вард и Карвен исчезают.

## В ролях
- Джон Терри — Джон Марч
- Джейн Сиббетт — Клэр Вард
- Крис Сарандон — Чарльз Декстер Вард / Джозеф Карвен
- Роберт Романус — Лонни Пэк
- Лори Бриско — Холли Тендер
- Кен Кэмрокс — капитан Бэн Зандор
- Патрик Пон — Рэймонд
- Бернард Куффлинг — доктор Уайт
- Дж.Б. Бивенс — первый санитар
- Скотт Дж. Атэ — санитар Дэйв
- Роберт Сидлей — третий санитар

## Съёмочная команда
- Оператор-постановщик: Ирвин Гуднофф
- Художник-постановщик: Дуг Биггдин
- Художник-декоратор: Кристин МакЛинн
- Монтажёр: Рассел Ливингстон